# Glypta erratica
Glypta erratica là một loài tò vò trong họ Ichneumonidae.